# Synagoga Zalmana Solomonowicza w Łodzi (ul. Południowa 22)
Synagoga Zalmana Solomonowicza w Łodzi – prywatny dom modlitwy znajdujący się w Łodzi przy ulicy Południowej 22, obecnie Rewolucji 1905 roku.
Synagoga została zbudowana w 1897 roku z inicjatywy Zalmana Solomonowicza. Mogła ona pomieścić 30 osób. Podczas II wojny światowej hitlerowcy zdewastowali synagogę.